# Mio Imada
Mio Imada (今田 美桜 Imada Mio?) es una actriz y modelo japonesa, nacida en Fukuoka. Imada comenzó su carrera como actriz y modelo en 2015 después de que una agencia de publicidad local la etiquetara como "la chica más bonita de Fukuoka". Su gran oportunidad como actriz fue en 2018 cuando fue elegida como Airi Maya para la segunda temporada de la notable serie dramática japonesa Boys Over Flowers.

## Filmografía

### Películas
| Año  | Título                                        | Rol              | Notas                                |        |
| ---- | --------------------------------------------- | ---------------- | ------------------------------------ | ------ |
| 2015 | Crime's Blank                                 | Satomi Sugimoto  |                                      | [ 2 ]  |
| 2017 | Ichiyasainarimei                              |                  | Película de Hong Kong                | [ 1 ]  |
| 2017 | Double Mints                                  |                  |                                      | [ 2 ]  |
| 2017 | Bus Jack Returns                              | Sanae Shiratori  |                                      | [ 3 ]  |
| 2017 | Kalanchoe no Hana                             | Tsukino Ichinose | Cortometraje                         | [ 4 ]  |
| 2017 | Demekin                                       | Aki              |                                      | [ 5 ]  |
| 2019 | You Shine in the Moonlit Night                | Riko Hirabayashi |                                      | [ 6 ]  |
| 2019 | My Hero Academia: Héroes en ascenso           | Slice (voz)      |                                      | [ 7 ]  |
| 2020 | Stolen Identity 2                             | Ryōko Niwa       |                                      | [ 8 ]  |
| 2020 | Wotakoi: El amor es difícil para los otakus   | Yuki Morita      |                                      | [ 9 ]  |
| 2021 | Tokyo Revengers                               | Hinata Tachibana |                                      | [ 10 ] |
| 2023 | Mi Matrimonio Feliz                           | Miyo Saimori     |                                      | [ 11 ] |
| 2023 | Tokyo Revengers 2: Bloody Halloween Parte 1   | Hinata Tachibana |                                      | [ 12 ] |
| 2023 | Tokyo Revengers 2: Bloody Halloween Parte 2   | Hinata Tachibana |                                      | [ 13 ] |
| 2024 | Doctor-X: Surgeon Michiko Daimon              | Masako Ohma      |                                      | [ 14 ] |
| 2024 | At the Bench                                  |                  | Papel principal; película antológica | [ 15 ] |
| 2025 | Trillion Game: The Movie                      | Kirika Kokuryu   |                                      | [ 16 ] |
| 2025 | The Last Man: The Blind Profiler – First Love | Yūki Agatsuma    |                                      | [ 17 ] |

### Drama televisivo
| Año  | Título                                        | Role               | Red      | notas                    |        |
| ---- | --------------------------------------------- | ------------------ | -------- | ------------------------ | ------ |
| 2015 | Watashi wa Chichi ga Kirai Desu               | CM talent          | NHK BS-P | Especial de televisión   | [ 18 ] |
| 2015 | Kowabón                                       | Kaori              | KBC      | Episodio 8, voz          | [ 19 ] |
| 2017 | Chicos fugitivos                              | Mami Hoshino       | Fuji     |                          | [ 2 ]  |
| 2017 | Detective Yugami                              | Ikumi Mori         | Fuji     | Episodio 2               | [ 20 ] |
| 2017 | El enemigo público                            | Riko               | Fuji     |                          | [ 21 ] |
| 2018 | kiokú                                         | Hana Adachi        | Fuji     |                          | [ 22 ] |
| 2018 | Boys Over Flowers Temporada 2                 | Airí Maya          | TBS      |                          | [ 23 ] |
| 2018 | Honkowa: True Horror Stories: verano de 2018  | Yuko Fujimoto      | Fuji     | Especial de televisión   | [ 24 ] |
| 2018 | Trajes                                        | Sari Tanimoto      | Fuji     |                          | [ 25 ] |
| 2019 | Salón de clases del Sr. Hiiragi               | Yuzuki Suwa        | TVN      |                          | [ 26 ] |
| 2020 | Hanzawa Naoki: Episodio 0                     | Hitomi Hamura      | TBS      | Película de televisión   | [ 27 ] |
| 2020 | Hanzawa Naoki                                 | Hitomi Hamura      | TBS      | Temporada 2              | [ 27 ] |
| 2020 | papi es mi compañero de clase                 | Hiroko Yamamoto    | TVN      |                          | [ 28 ] |
| 2021 | Amar profundamente                            | Aika Miyamae       | TVN      |                          | [ 29 ] |
| 2021 | Bienvenido a casa, Monet                      | Riko Mariana Jinno | NHK      | Asador                   | [ 30 ] |
| 2022 | Chica mala: Trituradoras de techos de cristal | Maririn Tanaka     | TVN      | Rol principal            | [ 31 ] |
| 2023 | The last man: El investigador ciego           | Yuuki Agatsuma     | TBS      |                          | [ 32 ] |
| 2023 | El juego del trillón                          | Kirika Kokuryuu    | TBS      |                          | [ 33 ] |
| 2023 | Mi flor preferida                             | Yoyo Miyuki        | Fuji TV  |                          |        |
| 2025 | Anpan                                         | Nobu Asada         |          | Papel principal; Asadora | [ 34 ] |

### Otros roles
- Entretenimiento Mundial de Béisbol Tamacchi! (2018-19, FujiTV)[35]
- Imada Mio no Prefere (2018-19, TV Aichi)[36]

### Series Web
- #Koe Dake Tenshi (enero-marzo de 2018, AbemaTV ), Megumi[37]

### Comerciales
- Marinoa City (2013-2015)[1]

- Hiraki (2014-2016)[1]
- Prefectura de Fukuoka, idols del turismo de Yanagawa "Sagemon Girls" (2016)[1]
- Escuela secundaria Toogakuen (2017)[1]
- Aoyama Trading Co., Ltd - Yofuku no Aoyama (2017)[1]
- Atención médica de Shionogi - Sedes (2017)[1]
- McDonald's (2017)[1]
- Asahi Wonda (2017)[1]
- Asociación de inspección de seguridad eléctrica de Kyushu (2017)[38]
- Dai-ichi Life - Solo (2018)[39]
- SoftBank - domingo cibernético (2018)[40]

### Videos musicales
- The love – Hajimari no Uta (28 de febrero de 2016)
- Yoshitaka Taira – Hataraku Hitotachi
- Generaciones de la tribu del exilio – Namida (4 de junio de 2016)
- Maco – Dulce recuerdo (9 de noviembre de 2017)[41]

### Doblaje
Acción real
- Men in Black: International, Molly Wright / Agente M (Tessa Thompson)[42]

Animación
- Lightyear, Izzy Hawthorne[43]